# Barnabe Barnes
Barnabe Barnes (vers 1571 – 1609) était un poète anglais. Il est connu pour ses sonnets pétrarquiens et pour sa personnalité combattive, l'amenant à des querelles avec d'autres écrivains, et même jusqu'à une prétendue tentative de meurtre.

## Biographie

### Jeunesse
Barnabe est le troisième fils du docteur Richard Barnes, évêque de Durham. Il est baptisé à York à l'église St Michael le Belfry le 6 mars 1571. En 1586, il entre au Brasenose College d'Oxford mais n'obtiendra aucun diplôme. Son père meurt l'année suivante, laissant les deux tiers de ses biens en partage à ses six enfants et il semble que Barnabe a été capable de vivre avec les revenus de cet héritage. En 1591, il part en France avec Robert Devereux, comte d'Essex, qui était alors au service du prince de Parme. À son retour, il publie Parthenophil and Parthenophe, Sonnettes, Madrigals, Elegies and Odes (entré sur le Stationers' Register le 10 mai 1593), le dédicace à son « plus cher ami », le noble et poète William Percy, qui donne aux élégies un sonnet introduisant un ouvrage précédent, Offices. Il est possible que Parthenophil n'ait été imprimé que pour une diffusion privée, et que l'exemplaire de la bibliothèque du duc de Devonshire, seul connu à ce jour, soit unique.

### Querelles et tentative de meurtre
Barnes se trouve mêlé à une querelle pamphlétaire entre Gabriel Harvey et Thomas Nashe. Il prend le parti de Harvey, qui veut imposer les règles de versification latine au vers anglais : Barnes fait lui-même des essais de mètres classiques. Cette prise de position suffit pour lui valoir l'hostilité de Nashe, qui l'accuse, apparemment sans aucune preuve, du vol de la chaîne d'un noble à Windsor, et d'autres objets encore. Avant cette attaque littéraire, Barnes avait écrit un sonnet pour le pamphlet de Harvey contre Nash, intitulé Pierces Supererogation (1593), dans lequel celui-ci est qualifié d'escroc, de menteur, de vipère, de risée publique, de matière sans valeur, qui devrait s'estimer flatté que Harvey daigne l'insulter. Nashe, toujours prompt à s'engager dans une querelle, prend bonne note de « son jeune maître Barnaby et de sa gentillesse, qu'il n'a jamais oubliée et qu'il n'oubliera jamais ». Il lui répond sur le même ton dans Have With You To Saffron-Walden (1596), en faisant diverses observations : il est un mauvais poète, il a un goût vestimentaire épouvantable (… « portant un étrange haut-de-chausses babylonien assorti d'une braguette aussi grosse qu'une saucisse de Bologne »...) et d'avoir été un lâche sur le champ de bataille pendant les guerres en France. Nashe prétend, pas tout à fait sérieusement, que Barnes était allé se plaindre au général que la guerre était une affaire dangereuse et totalement illégale, et qu'il voulait rentrer chez lui immédiatement, et bien qu'on lui eût offert six robustes capitaines comme gardes du corps, « il voulait rentrer chez lui, rien ne pouvant le retenir, pour finir son Parthenophil and Parthenope et écrire des louanges à Harvey ».
Ces charges sont vraisemblablement inventées de toutes pièces. Il n'en reste pas moins que Barnes fut accusé en 1598 devant la Chambre étoilée de tentative de meurtre d'un certain John Browne, tout d'abord en lui offrant un citron empoisonné, puis en adoucissant son vin avec du sucre additionné de sublimé de mercure. Heureusement, le nommé Browne survécut, et Barnes s'enfuit de prison avant la conclusion de l'affaire. Il ne fut pas poursuivi. Il paraît probable qu'il tenta d'assassiner Browne sur l'ordre de Lord Eure, gouverneur de Middle March et de Berwick-upon-Tweed, et que des appuis politiques l'ont protégé.
Mort en 1609, Barnabe Barnes fut enterré à Durham en décembre de la même année.

## Œuvres

### Sonnets
Barnabe Barnes connaissait parfaitement les œuvres des sonnetiers français contemporains, à qui il est grandement redevable. Il a apparemment emprunté son titre à Hieronymus Angerianus, un auteur napolitain, qui écrivait en vers latins. « Parthenophil and Parthenophe » sont les noms des deux protagonistes des sonnets, le premier signifiant « aimant les vierges » et le second « vierge ». Il est possible d'esquisser une histoire à partir de cette série de paroles d'amour, mais les péripéties sont minimes, et dans ce cas, comme pour d'autres recueils de sonnets élisabéthains, il est difficile de distinguer ce qui est du ressort d'une expérience personnelle de ce qui est un exercice intellectuel d'imitation de Pétrarque. Parthenophil abonde en passages de grande fraîcheur et beauté, bien que ses traits d'esprit recherchés soient parfois trop ingénieux et contraints. Par exemple, le passage dans lequel Parthenophil souhaite être transformé en vin que sa maîtresse boit, afin de passer à l'intérieur de celle-ci, suscite la dérision d'au moins un critique contemporain hostile, Thomas Nashe : « En cela, il est mal avisé, car la prochaine fois que sa maîtresse voudra faire pipi, il courra le risque d'être rejeté de ses faveurs. ».
La série a aussi une fin tout à fait inhabituelle : l'amant, Parthenophil, rêve qu'il utilise la magie noire pour forcer sa maîtresse à apparaître nue devant lui, après quoi il la viole. Ceci est tellement contraire aux conventions de Pétrarque, que cela a été interprété comme un possible reflet des tensions politiques de l'époque. John Cox suggère que cela est lié au conflit qui s'est fait jour entre Robert Devereux, comte d'Essex, et la reine Élisabeth, celle-ci étant représentée par Parthenophe : « Puisque Parthenophe signifie « vierge », et qu'Élisabeth est surnommée la « reine-vierge », le rêve de Barnes prend obligatoirement un sens politique, et la frustration prolongée, causée par une femme inflexible et inaccessible, semble correspondre à la position d'Essex au début des années 1590 ».

### Derniers travaux
Le second ouvrage de Barnes, A Divine Centurie of Spirituall Sonnetts, parut en 1595. Il a écrit aussi deux pièces : The Devil's Charter (1607), une tragédie traitant de la vie du pape Alexandre VI, qui fut jouée devant le roi, et The Battle of Evesham (ou Hexham), dont le manuscrit est perdu depuis le début du XVIIIe siècle. En 1606, il écrivit à Jacques Ier la dédicace Offices enabling privat Persons for the special service of all good Princes and Policies, un traité de prose contenant, entre autres choses, des descriptions de la reine Élisabeth et de comte d'Essex.